# FC Košice
Az FC Košice egy szlovák labdarúgócsapat Kassa városából, 2018-ban alapították. 2023 óta a szlovák élvonalban szerepel.

## Története
A klub 2018. április 27-én jött létre a szilvásapáti TJ FK Vyšné Opátske és a bárcai FK Košice-Barca egyesüléséből. A 2018–2019-es idényben a csapat bajnoki címet szerzett a harmadosztály keleti csoportjában, így a következő szezonban a másodosztályban indulhatott. A csapat 2020-ban tizedik, 2021-ben és 2022-ben pedig az ötödik helyen végzett a tizenhat csapatos másodosztályban. A 2022–2023-as idényben bajnok lett a csapat, a másodosztályban négy ponttal megelőzte az eperjesi 1. FC Tatran Prešov csapatát, így történetében először kvalifikálta magát a szlovák élvonal küzdelmeibe.

## Sikerek
- Szlovák másodosztály (1993 – )
  - Bajnok: 2022–23
- Szlovák harmadosztály (1993 – )
  - Bajnok: 2018–19
- Szlovák kupa (1993 – )
  - Elődöntős: 2020–21

## Játékoskeret
Utolsó módosítás: 2023. július 9.
A vastaggal jelzett játékosok felnőtt válogatottsággal rendelkeznek.
| #  |     | Poszt | Név             |
| -- | --- | ----- | --------------- |
| 1  | SVK | K     | Frederik Valach |
| 3  | SVK | V     | Bernard Petrák  |
| 5  | SVK | V     | Jakub Jakubko   |
| 7  | SVK | V     | Ján Mizerák     |
| 8  | SVK | KP    | Dávid Gallovič  |
| 9  | SVK | CS    | Erik Pačinda    |
| 10 | SVK | CS    | Boris Turčák    |
| 11 | MKD | CS    | Valmir Nafiu    |
| 13 | SVK | KP    | Matej Jakubek   |
| 14 | SVK | V     | František Pavúk |
| 15 | SVK | KP    | Miroslav Sovič  |
| 18 | CZE | V     | Martin Šindelář |
| 19 | SVK | V     | Samuel Magda    |
| 20 | SVK | V     | Ján Krivák      |
| 22 | SVK | K     | Matúš Kira      |
| 23 | SVK | V     | Michal Jonec    |

| #  |     | Poszt | Név                |
| -- | --- | ----- | ------------------ |
| 25 | CZE | CS    | Patrik Voleský     |
| 26 | SVK | K     | Maximilián Repko   |
| 27 | SVK | KP    | Erik Liener        |
| 31 | SVK | CS    | Miloš Lačný        |
| 34 | UKR | V     | Olekszandr Holikov |
| 48 | SVK | CS    | Matúš Smieško      |
| 66 | SVK | KP    | Peter Varga        |
| 80 | SEN | CS    | Landing Sagna      |
| 90 | SVK | CS    | Samuel Gladiš      |
| ―  | SVK | KP    | Marcel Vasiľ       |
| ―  | SVN | CS    | Žan Medved         |
| ―  | ALB | KP    | Kristi Qose        |
| ―  | SVK | KP    | Michal Faško       |
| ―  | SVK | K     | Matúš Putnocký     |
| ―  | SVK | KP    | Lukáš Greššák      |

## Híres játékosok
- Dávid Guba
- Richard Lásik